# Bob Richards
Bob Richards, właśc. Robert Eugene Richards (ur. 20 lutego 1926 w Champaign, w stanie Illinois, zm. 26 lutego 2023 w Waco) – amerykański lekkoatleta skoczek o tyczce, dwukrotny mistrz olimpijski.
Ukończył University of Illinois. Podczas studiów został akademickim mistrzem Stanów Zjednoczonych (NCAA) w skoku o tyczce w 1947 (razem z 5 innymi skoczkami). Na igrzyskach olimpijskich w 1948 w Londynie zdobył w tej konkurencji brązowy medal. Zwyciężył w skoku o tyczce na igrzyskach panamerykańskich w 1951 w Buenos Aires.
Na igrzyskach olimpijskich w 1952 w Helsinkach zdobył złoty medal ustanawiając jednocześnie rekord olimpijski rezultatem 4,55 m. Obronił tytuł mistrzowski na igrzyskach panamerykańskich w 1955 w Meksyku. Na tych samych igrzyskach zdobył srebrny medal w dziesięcioboju za swym rodakiem Raferem Johnsonem. Na igrzyskach olimpijskich w 1956 w Melbourne po raz drugi zdobył złoty medal w skoku o tyczce – osiągnięcie, którego do tej pory żadnemu zawodnikowi nie udało się powtórzyć (wśród kobiet uczyniła to Jelena Isinbajewa). Poprawił przy tym rekord olimpijski na 4,56 m. Na igrzyskach tych startował również w dziesięcioboju, ale nie ukończył konkurencji.
Był mistrzem Stanów Zjednoczonych (AAU) w skoku o tyczce w latach 1948–1952 i 1954–1957 (niekiedy wspólnie z innymi zawodnikami), w dziesięcioboju w 1951, 1954 i 1955 oraz w all-around w 1953, a także w hali w skoku o tyczce w 1948, 1950–1953 oraz 1955–1957.
Richards w 1946 został wyświęcony na pastora protestanckiego Kościoła Braci (Church of Brethren). Po zakończeniu kariery lekkoatletycznej propagował fitness. Występował w imieniu firmy Wheaties produkującej płatki śniadaniowe.
W 1984 startował z ramienia ultraprawicowej Partii Populistycznej w wyborach prezydenckich, uzyskując 66.324 głosów. Pod koniec życia wraz z żoną prowadził ranczo w Gordon w Teksasie, gdzie hodowali miniaturowe konie.